# Владимир Нагорни (лекар)
Др Владимир Нагорни (Горњи Орах, 17. фебруар 1929) био је лекар специјалиста из ортопедске хирургије и трауматологије са подручја Лесковца, први ортопед лесковачке болнице, истакнут у својој професији.

## Биографија
Рођен је 1929. године у Горњем Ораху код Власотинца, од оца, белог Руса, Александра Јаковљевича Нагорног и мајке Јелице Црнобарац из Власотинца.
За руководиоца-шефа одељења, постављен је др Владимир Нагорни. Он је на овој функцији био до јуна 1969. године, када је отишао из Лесковца у Нишку Бању.
Први ортопед у лесковачкој болници био је др Владимир Нагорни, рођен 17. фебруара 1929. године у селу Горњи Орах, Општина Власотинце. Потиче из учитељске породице. Гимназију је завршио 1948. године у Лесковцу. Исте године је уписао Медицински факултет у Београду. У току студије је активно радио у омладинској организацији, био је на више омладинских радних акција. Медицински факултет завршио је у Београду 1955. године, а фебруара месеца 1956. године ступио је на дужност лекара опште медицине у Болници у Лесковцу. Специјалистички стаж из Ортопедије обавио је на ортопедској клиници у Београду. Специјалисички испит из ортопедске хирургије и трауматологије положио је на Ортопедској клиници у Београду јула 1960. године. Оснивач је службе ортопедске хирургије са трауматологијом и Медицинске рехабилитације у Лесковцу септембра 1960. године. У Лесковцу је остао да ради до јуна 1969. године, када прелази у Нишку Бању на место првог начелника Ортопедског одељења при институту за превенцију, лечење и рехабилитацију реуматичких и срчаних болесника. Доктор је медицинских наука. Као лекар специјалиста изванредне радне, стручне и организационе способности. Поред свакодневних послова које је обављао, радио је и на личном стручном образовању и усавршавању. Објавио је преко 20 стручних радова на симпозијумима, секцијама и конгресима у земљи и иностранству.